# ۴ رجب
۴ رجب، چهارمین روز از ماه رجب در تقویم هجری قمری است.
در تقویم هجری قمری قراردادی این روز صد و هشتاد و یکمین روز سال است.

## زادگان
- ۵۹۲- ابن معلم واسطی، شاعر عراقی.